# Woodrow Wilson High School
La Woodrow Wilson High School est une école secondaire de Washington aux États-Unis qui dépend des écoles publiques du district de Columbia. Elle accueille des élèves de la 9e à la 12e année d'enseignement (15-18 ans environ). L'école est située dans le quartier Tenleytown, à l'intersection de la rue Chesapeake et de l'avenue Nebraska, dans le quadrant Northwest . Elle accueille principalement les élèves du quartier 3 de Washington, bien que près de 30% des élèves vivent en dehors du périmètre affecté à l'établissement. 
Le bâtiment de l'école, construit en 1935 et entièrement rénové en 2010-2011, a été ajouté au Registre national des lieux historiques en 2010.
L'école porte le nom de Woodrow Wilson, le 28e président des États-Unis. La devise de l'école, Haec olim meminisse juvabit (« Dans les jours à venir, il nous fera plaisir de nous en souvenir »), est une citation latine tirée de l'Énéide de Virgile, adressée à ses hommes par Énée après une tempête.